# Handlarz

Warszawscy handlarze uliczni, „Tygodnik Illustrowany”, 1860

Handlarz, handlarka – osoba zajmująca się drobnym handlem.

## Handlarze
- kupiec, handlarz (por. handlowiec)
- kramarz, straganiarz, przekupień (przekupka)
- handlarz obwoźny
- domokrążca

## Pośrednicy handlowi
- komiwojażer, ajent, agent handlowy, przedstawiciel handlowy
- komisjoner, akwizytor – zbierający zamówienia
- konsygnatariusz, komisjoner (=komisant, komisantka) – prowadzący handel komisowy, handlujący towarem, który nie jest jego własnością
- broker, dealer, makler

## Pośrednicy handlowi w handlu zagranicznym
Pośrednikiem w handlu zagranicznym jest każda osoba bądź organizacja doprowadzająca swoim działaniem do zawarcia transakcji między jej dwiema głównymi stronami: kupującym i sprzedającym. Różnią się między sobą ze względu na wielkość ponoszonego ryzyka.
Z prawnego punku widzenia pośredników handlowych dzieli się na:
- przedstawicieli działających na cudzy rachunek w cudzym imieniu (makler, agent, przedstawiciel);
- przedstawicieli działających na cudzy rachunek we własnym imieniu (komisant, konsygnatariusz);
- pośredników działających na własny rachunek we własnym imieniu (dystrybutor, importer, hurtownik)[1].

## Według skali sprzedaży
- detalista
- hurtownik

## Według specjalności
- episjer – kupiec korzenny, właściciel sklepu kolonialno-spożywczego
- marszand – handlarz dziełami sztuki
- księgarz, bukinista – handlarz książkami
- drogista – właściciel drogerii
- kupiec winny – niewinny, handlujący winem (por. winiarz)
- antykwariusz – właściciel antykwariatu
- handełes – żydowski handlarz starzyzną, szmaciarz, tandeciarz
- gazeciarz – prowadzący obnośną sprzedaż gazet
- markietan (markietanka) – handlarz towarzyszący wojsku
- komprador – kupiec w kraju kolonialnym, pośredniczący w handlu z metropolią

## Patologie zawodu
- paskarz, spekulant
- paser
- cinkciarz
- comprachico – handlarz niewolników

## Organizacje, zrzeszenia, związki kupieckie
- gildia, hanza, kompania
- maszoperia
- heteria
- syndykat